# Лермонтова, Екатерина Владимировна
Екатери́на Влади́мировна Ле́рмонтова (родилась 29 января (11 февраля) 1889, Санкт-Петербург, Российская империя — умерла 9 января 1942 года, Ленинград, РСФСР, СССР) — советский палеонтолог, первый исследователь кембрийских трилобитовых фаун на территории СССР. Одна из первых русских женщин-геологов. Блокадница.
Дочь учёного-физика В. В. Лермантова.

## Биография
Родилась 29 января (11 февраля) 1889 года в Санкт-Петербурге. Была четвёртым ребёнком в семье физика Владимира Владимировича Лермантова, принадлежавшего к дворянскому роду Лермонтовых. Окончила Коломенскую женскую гимназию Мариинского ведомства с серебряной медалью. В 1905 году поступила в недавно открывшийся Женский педагогический институт на физико-математическое отделение, специальность — «естественные науки и география». В 1910 году окончила институт и стала преподавать в гимназии. В 1912 году сдала экзамены Санкт-Петербургского университета и получила диплом I степени.
По приглашению Валентина Александровича Догеля стала работать в университетской лаборатории по зоологии беспозвоночных. В 1913 году занималась научными исследованиями на Мурманской биологической станции. В 1915 году оставила работу в университетской лаборатории чтобы сопровождать больную сестру Надежду в Бахчисарай, а затем в Самарканд. В 1916 году вернулась в Петроград и стала преподавать в школе. После Октябрьской революции некоторое время продолжала заниматься педагогической деятельностью, вела занятия также на рабфаке университета.
В 1921 году стала работать в Геологическом комитете. Под руководством Н. Н. Яковлева занималась исследованием кембрийских трилобитов. Изучала трилобитовую фауну Сибирской платформы, Кузнецкого Алатау, Восточных Саян, Южного Урала, Казахстана и Южной Ферганы. Результатом её трудов стала первая стратиграфическая схема кембрийских отложений Восточной Сибири.
После упразднения Геологического комитета работала в ЦНИГРИ (позднее — ВСЕГЕИ). К началу 1940-х годов подготовила к публикации первый том своей монографии по трилобитам кембрия, но завершить работу помешала война. Она отказалась эвакуироваться вместе с Геологическим институтом, чтобы остаться с матерью, которая не могла выдержать тяжёлую дорогу. После этого руководство института приняло решение о её увольнении. Екатерина Лермонтова погибла 9 января 1942 года в блокадном Ленинграде. Похоронена в одной из братских могил.

## Адреса
Жила на углу Малой Мастерской улицы и Екатерингофского проспекта, в доме № 63.

## Память
В честь Екатерины Лермонтовой названы ископаемые животные, водоросли и биостратиграфические подразделения, в основном относящиеся к кембрийскому периоду.